# Mayar Sherif
Mayar Sherif   (El Caire, 5 de maig de 1996) és una tennista egípcia. Va guanyar un títol individual al WTA Tour, a l'Emilia-Romagna Open 2022, en què va derrotar a la primera cap de sèrie i número 7 del món, Maria Sakkari. També ha guanyat sis títols WTA 125 individuals i un títol de dobles al WTA Challenger Tour juntament amb nou títols individuals i sis títols de dobles al Circuit Femení ITF. És la germana petita de Rana Sherif Ahmed.

## Trajectòria
Sherif va estudiar els seus dos darrers anys de carrera a la Universitat Pepperdine de Malibú, i es va graduar el 2018 amb una llicenciatura en ciències en medicina de l'esport. Va formar part de l'equip de tennis de la universitat i va ser All-American el 2017 i el 2018, i la Jugadora de l'any de la West Coast Conference el 2018. Va arribar a les semifinals del torneig individual de la National Collegiate Athletic Association del 2018 i va acabar la seva temporada sènior en l'11a posició en individuals.
Sherif va debutar en individuals al WTA Tour a l'Open de Praga 2020. Va ser la primera jugadora egípcia en un quadre principal d'un torneig de Grand Slam, al torneig de Roland Garros 2020, on es va enfrontar a la segona cap de sèrie i número 3 del món, Karolína Plíšková, perdent en tres sets. Va tornar a fer història per al tennis egipci a l'Open d'Austràlia del 2021, convertint-se en la primera dona del seu país a guanyar un partit del quadre principal de Grand Slam però després va haver-se de retirar en segona ronda per lesió.
També es va convertir en la primera dona egípcia a classificar-se per als Jocs Olímpics, després de guanyar els Jocs Panafricans de 2019, i arribar a una final del torneig WTA a Cluj-Napoca, on en individual, va derrotar a Alizé Cornet, Alex Eala, Kristína Kučová i Mihaela Buzărnescu, però va perdre a la final davant Andrea Petkovic. En dobles, amb Katarzyna Piter, va perdre a la final davant Natela Dzalamidze i Kaja Juvan. Com a resultat, va entrar en el top 100 al número 97 del món el 9 d'agost de 2021, la primera dona egípcia en fer-ho.
Al Masters de Madrid del 2023, es va convertir en la primera jugadora egípcia a arribar a uns quarts de final de la WTA 1000. Va guanyar el seu segon títol WTA 125 al Torneig de València dues setmanes després del seu triomf a la WTA 125 al Campionat Internacional de Makarska 2023.